# Hrvatsko predsjedanje Vijećem Europske unije 2020.
Hrvatsko predsjedanje Vijećem Europske unije 2020. označava hrvatsko predsjedavanje Vijećem ministara Europske unije od 1. siječnja do 30. lipnja 2020. To je prvo predsjedanje Hrvatske otkada se pridružila EU 2013. godine. Nakon Hrvatske, slijedilo je predsjedanje Finske. Tijekom hrvatskog predsjedanja prioritet su bile pripreme za sljedeći višegodišnji financijski okvir Europske unije za razdoblje od 2021. do 2027. i Brexit.
Hrvatsko predsjedanje bilo je obilježeno izbijanjem pandemije koronavirusa.

## Prioriteti
Fokus hrvatskog predsjedništva bili su:
- Europa koja se razvija,
- Europa koja povezuje,
- Europa koja štiti,
- Europa koja je utjecajna.[2]

Pored glavnih prioriteta svojega predsjedavanja Vijećem Europske unije, Hrvatska je namjeravals riješiti i sljedeća pitanja:
- Ambiciozan, uravnotežen i održiv višegodišnji financijski okvir EU 2021-2027,
- provedba europskog stupa socijalnih prava
- utvrđivanje mjera radi zaustavljanja negativnih demografskih trendova,
- povezivanje: Transeuropska prometna mreža i Povezivanje Europe,
- sigurnost, strateške smjernice Unije za područje slobode, sigurnosti i pravde,
- sastanak na vrhu „EU – jugoistok Europe ("zapadni Balkan") u Zagrebu,
- poticanje razvoja novih, zelenih tehnologija i komercijalizacija inovacija,
- nova tržišta rada, važnost znanja, obrazovanja i inovacija, kao i cjeloživotno učenje,
- približavanje Unije svojim građanima, posebno mladima,
- demokracija, temeljne vrijednosti Unije, suzbijanje širenja lažnih izvještaja, netolerancije i dezinformacija na digitalnim platformama.[3]

## Vanjske poveznice
- Službena stranica Vijeća Europske unije (na engleskom, francuskom, njemačkom i hrvatskom jeziku)
- Vodič kroz hrvatsko predsjedanje Vijećem Europske unije
- Predsjedništvo Vijeća EU-a